# El Marinero
El Marinero, nombre artístico de Antonio Ortega Ramírez (Cádiz; 11 de octubre de 1857 - 15 de febrero de 1910), fue un matador de toros. Era bajito y hábil con la espada.
Toma la alternativa en Sevilla el 14 de mayo de 1885 de manos de Fernando Gómez "El Gallo", confirmándola en Madrid, el 4 de junio de 1886, al concederle Manuel Fuentes "Bocanegra" la muerte del toro Caballero de Aleas. Se retiró del toreo en su ciudad natal el 12 de agosto de 1900. 
Hijo del banderillero Manuel Ortega "Lillo". Era pariente de José Gómez "Gallito/Joselito".
- Datos: Q2228324